# Paubrasilia echinata
Il pernambuco o pau brasil (Paubrasilia echinata (Lam.) Gagnon, H.C.Lima & G.P.Lewis, 2016, già Caesalpinia echinata Lam., dal nome del botanico Andrea Cesalpino) è un albero della famiglia delle fabacee, nativo della Mata Atlântica, la foresta vergine che ricopriva completamente le regioni litoranee del Brasile. È l'unica specie nota del genere Paubrasilia.
Il nome popolare portoghese pau brasil significa, letteralmente, "albero bracile, albero della brace". La parola brasil è un aggettivo che si riferisce al colore rosso brace (brasa in portoghese) della resina del legno di questo albero. Il nome del Brasile deriva da quello della pianta.
Nella lingua tupi il pau brasil è chiamato ibira pitanga, o "legno rosso". Il legno è utilizzato per lavori di ebanisteria e per la costruzione di strumenti musicali (in particolare archetti per strumenti ad arco), matite e penne a sfera di lusso.

## Descrizione
Il pernambuco raggiunge i 15 metri di altezza. Possiede un tronco eretto, grigio scuro, ricoperto di spine, specialmente nei rami più giovani (echinata significa "con spine").
Le foglie sono composte paripennate, dal colore verde brillante.
I fiori nascono in grappoli eretti, nei pressi dell'apice dei rami. Posseggono quattro petali gialli e uno minore rosso e sono soavemente profumati; nel centro si trovano dieci stami e un pistillo, con ovario allungato.
I frutti sono bacche di color marrone, coperte da lunghe e affilate spine. Le bacche contengono da 1 a 5 semi a forma di disco.

## Storia
Largamente commercializzato e utilizzato nelle botteghe tintorie, il legno di pernambuco veniva impiegato per conferire ai tessuti una pregevole tonalità di rosso, a un costo di materie prime inferiore rispetto al chermes e agli altri coloranti di origine animale.
La prima attività economica dei coloni portoghesi nella appena scoperta Terra de Santa Cruz, l'antico nome del Brasile (secolo XVI), fu proprio il taglio del pernambuco per ottenere legno pregiato e resina.

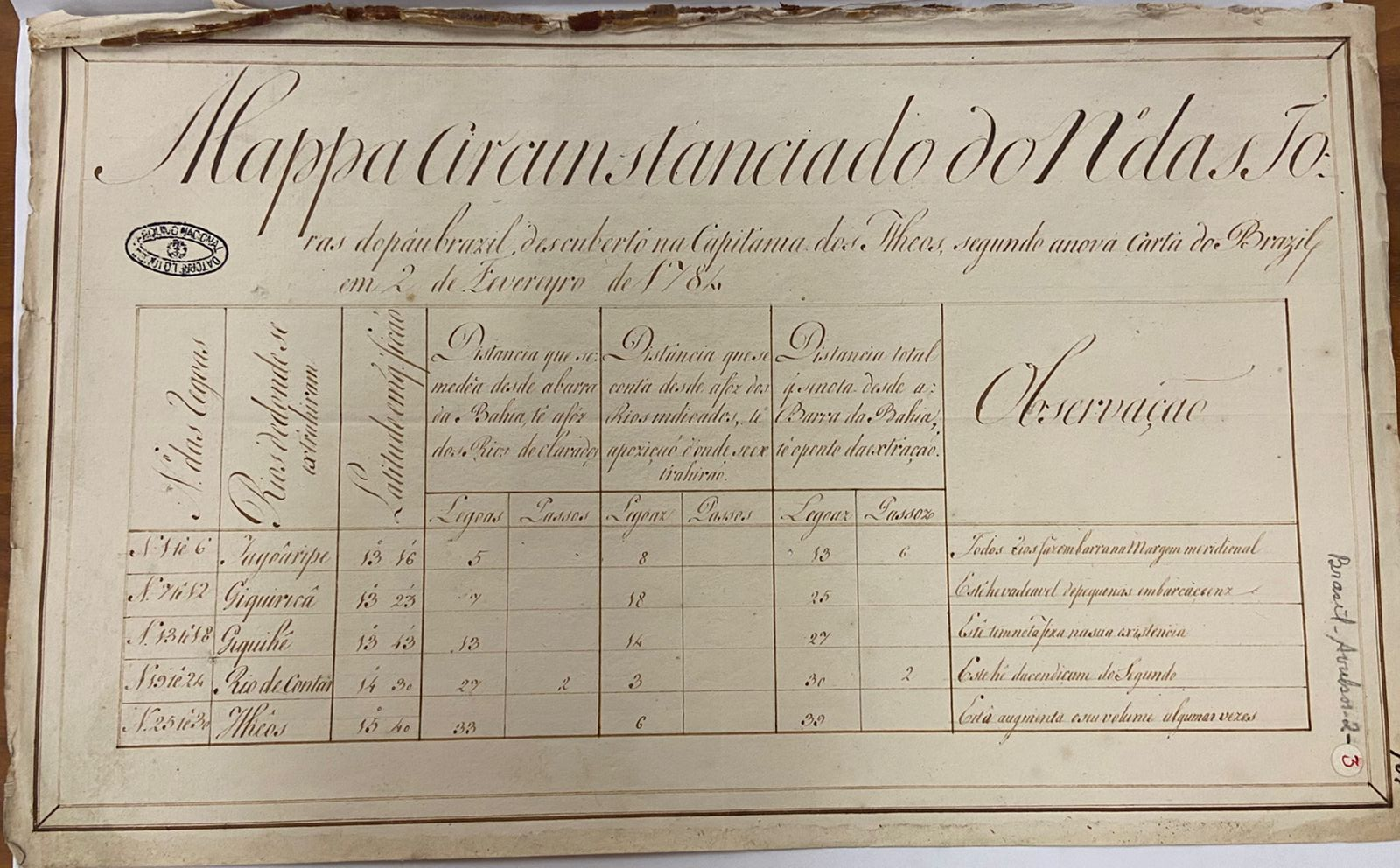
Mappa del numero di tronchi di Pau-Brasil scoperti nella Capitanata di Ilhéus.

La resina rossa, commercialmente nota come brasileina, era usata come colorante dall'industria tessile europea e conferiva ai tessuti un colore di qualità superiore. Questo fatto, unito allo sfruttamento industriale del legno rosso, generò una domanda di mercato enorme e un conseguente devastante taglio del pernambuco nelle foreste brasiliane.
In poco meno di un secolo, già non c'erano più alberi in numero sufficiente per soddisfare la domanda, anche se esemplari continuavano a essere abbattuti occasionalmente.
Con la fine del taglio del pernambuco il pericolo di estinzione non sparì. Le attività economiche che seguirono, come la coltivazione della canna da zucchero e del caffè, e la crescente pressione demografica furono causa del disboscamento della Mata Atlântica. Così, l'habitat naturale della specie si restrinse drasticamente.
Ma sotto il governo dell'Imperatore Dom Pedro II, vaste aree della Mata Atlântica, soprattutto nello Stato di Rio de Janeiro, furono recuperate e una parziale presa di coscienza ecologica frenò il disboscamento. Nel frattempo, il pernambuco era un albero già considerato estinto.
Nel XX secolo, la società brasiliana prese coscienza del fatto che il pernambuco, un simbolo del paese, era in pericolo di estinzione e furono lanciate con relativo successo delle iniziative per riprodurre la pianta a partire dai semi e utilizzarla in progetti di recupero forestale.
Oggi, il pernambuco è diventato un albero ornamentale. È ancora incerto se il suo habitat naturale sarà nuovamente devastato, ma la sopravvivenza della specie sembra assicurata nei giardini e nei parchi.

## Conservazione
La Lista rossa IUCN classifica Paubrasilia echinata come specie in pericolo di estinzione (Endangered).